# Brwilno (Stara Biała)
Pour les articles homonymes, voir Brwilno.
Brwilno (prononciation : [ˈbrvilnɔ]) est un village polonais de la gmina de Stara Biała dans le powiat de Płock de la voïvodie de Mazovie dans le centre-est de la Pologne.
Il se situe à environ 6 kilomètres au sud-ouest de Biała (siège de la gmina), 8 kilomètres à l'ouest de Płock (siège du powiat) et à 103 kilomètres à l'ouest de Varsovie (capitale de la Pologne).
Le village compte approximativement une population de 367 habitants.

## Histoire
De 1975 à 1998, le village appartenait administrativement à la voïvodie de Płock.